# Margarita Suárez
Margarita Suárez Espinosa (Lima, 25 de diciembre de 1957) es una historiadora e investigadora peruana, especializada en la historia del Perú virreinal. 

## Biografía
Es egresada de la Pontificia Universidad Católica del Perú, donde se graduó de bachiller en Humanidades con mención en Historia en 1985 y de licenciada en Historia en 1995.  También cuenta con un doctorado en Filosofía por la Universidad de Londres.
Es profesora de la Pontificia Universidad Católica del Perú, desde 1989, salvo el intervalo de 1991 a 1995. Ha realizado investigaciones en archivos históricos de Londres, Sevilla, Valladolid y Bolivia. Fue asistente de investigación en el Centro de Estudios y Promoción del Desarrollo (DESCO) en 1980; y en el Instituto de Estudios Peruanos en 1981.
Es miembro del Instituto Riva-Agüero, donde forma parte de la comisión de Estudios Coloniales. En 2019 fue incorporada como miembro de número de la Academia Nacional de la Historia.
También pertenece a la Asociación de Historiadores Latinoamericanistas; y al consejo de redacción de la revista Histórica.

## Labor de investigación
En el campo de la historia virreinal, sus primeras investigaciones estuvieron relacionadas al estudio de los mecanismos empleados por los comerciantes y banqueros del siglo XVII para obtener una posición hegemónica dentro de la economía y sociedad virreinales.
Desde el 2009 retomó su labor investigadora, la cual ha seguido cuatro líneas principales: la historia de la ciencia en el Perú virreinal, el colapso del patronazgo en el Perú del siglo XVII, el comercio en el Pacífico y la reconstrucción de las exportaciones del virreinato peruano desde 1660 a 1739.
Actualmente, se desempeña como miembro del equipo de trabajo de distintos proyectos de investigación internacionales como "Dinámicas de corrupción en España y América (siglos XVII-XVIII)".

## Publicaciones
- Comercio y fraude en el Perú colonial. Las estrategias mercantiles de un banquero. Lima: Banco Central de Reserva - Instituto de Estudios Peruanos, 1995[7]
- Desafíos transatlánticos. Mercaderes, banqueros y el Estado en el Perú virreinal, 1600-1700. Lima: Fondo de Cultura Económica-Instituto Francés de Estudios Andinos-Instituto Riva-Agüero, 2001.[8]
- Catálogo de proyectos (editora). Dirección Académica de Investigación. Lima: DAI-PUCP, 2004.
- Parientes, criados y allegados: los vínculos personales en el mundo virreinal peruano (editora). Lima: Instituto Riva Agüero, Pontificia Universidad Católica del Perú, 2017.[9]
- Astros, humores y cometas. Las obras de Navarro, Figueroa y Ruiz Lozano. Lima, 1645-1665 (edición y estudio preliminar). Lima: Fondo Editorial PUCP, 2019.[10]
- Catálogo de fondos americanos en la Biblioteca del Palacio Real de Madrid, editado por Pilar Ponce Leiva y Amorina Villareal Brasca (comité científico). Madrid: Proyecto América en Madrid, 2023.